# Marion Dammann
Marion Dammann (* 24. September 1960 in Hannover) ist seit 2012 Landrätin des Landkreises Lörrach. Zuvor war sie von 2005 bis 2012 Bürgermeisterin in Lörrach.

## Ausbildung und Beruf
Nach Schule und Gymnasium mit Abitur 1980 in Hannover studierte Dammann Rechtswissenschaften an der Universität Erlangen mit 1. Juristischem Staatsexamen. Von 1986 bis 1989 absolvierte sie den Vorbereitungsdienst für den Höheren Justiz- und Verwaltungsdienst im Oberlandesbezirk Nürnberg mit Abschluss des  Zweiten Juristischen Staatsexamens. Ab 1989 bis 1990 arbeitete sie als Justiziarin beim Rechtsamt der Stadt Erlangen.
Von 1990 bis 2000 war Dammann stellvertretende Leiterin des Rechts- und Ordnungsamtes der Stadt Lörrach und von 2001 bis 2005 Leiterin des Fachbereichs Grundstücks- und Gebäudemanagement der Stadt Lörrach.

## Politische Karriere
Am 17. März 2005 wurde sie durch den Gemeinderat zur Bürgermeisterin (Beigeordneten) der Stadt Lörrach gewählt.
Am 14. Dezember 2011 wählte der Kreistag Dammann im ersten Wahlgang zur Landrätin und damit Nachfolgerin von Walter Schneider. Sie erhielt bei 57 wahlberechtigten Kreisräten 33 Stimmen, der als einziger gegen sie kandidierende erste Landesbeamte Walter Holderried (CDU) 21 Stimmen, es waren zwei Stimmenthaltungen zu verzeichnen. Dammann ist im Landkreis Lörrach die erste Frau in diesem Amt, das sie am 1. März 2012 antrat. Am 4. Dezember 2019 wurde sie mit 52 von 59 Stimmen als einzige Kandidatin im Amt bestätigt.

## Familie und Privates
Marion Dammann ist verheiratet, das Ehepaar hat zwei Kinder und wohnt in der Lörracher Salzert-Siedlung.

## Weitere Funktionen
- Vorsteherin der Wuhrgenossenschaft Lörrach (Wasserverband)
- Geschäftsführerin der Städtischen Wohnbaugesellschaft Lörrach mbH und Lörracher Stadtbau GmbH
- Aufsichtsratsmitglied beim Regio Verkehrsverbund Lörrach GmbH
- Kommunalbeirätin der badenova AG & Co. KG
- Stellvertretende Vorsitzende des Zweckverbands für die Gas- und Stromversorgung von Lörrach und Umgebung
- Mitglied im Aufsichtsrat der Kliniken des Landkreises Lörrach GmbH
- Vertreterin der Stadt Lörrach als Gesellschafterin in der regioDATA Gesellschaft für raumbezogene Informationssysteme GmbH
- Vertreterin im Gesamtvorstand des Naturparks Südschwarzwald e. V.
- Erste stellvertretende Verbandsvorsitzende des Regionalverbands Hochrhein-Bodensee

## Ehrenämter
- Vorsitzende des DRK-Ortsvereins Lörrach und Ortsteile e. V.
- Mitglied des Kreistags Lörrach
- Verwaltungsrätin der Stadtmusik Lörrach e. V. 1756
- Präsidentin des Röttelnbunds e. V.
- Vorstandsmitglied der Arbeitsgemeinschaft Fahrradfreundlicher Kommunen in Baden-Württemberg e. V. (AGFK-BW)